# Валь-д'Ор
Валь-д'Ор (фр. Val-d'Or, у перекладі з французької — Золота долина) — місто у адміністративному регіоні Абітібі-Теміскамінг провінції Квебек (Канада).

## Освіта
У місті діє філіалодин з кампусів Квебекського університету у Абітібі-Теміскамінг

## Українці у Валь-д'Ор

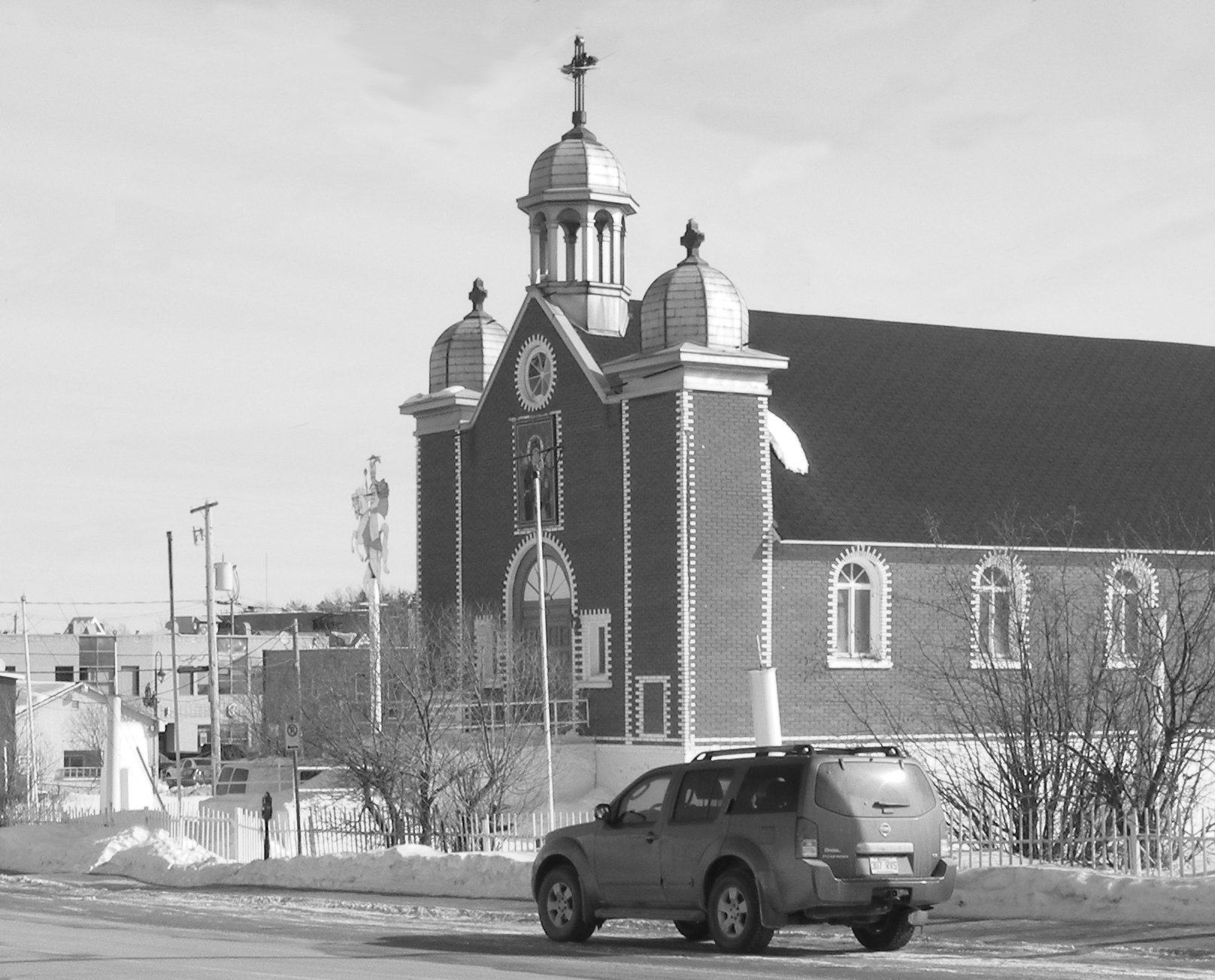
Українська церква у Валь-д'Ор

Після Другої Світової війни у Абітібі виникла помітна українська громада. Новоприбулі іммігранти з України знаходили роботу на шахтах. Діяли українська церква, вечірня українська школа (де українські діти вчили рідну мову) і навіть маленька радіостанція. Пізніше громада зменшилася: діти українських іммігрантів виросли і переселилися у південніші регіони, зокрема до провінції Онтаріо.
У Валь-д'Ор ще й далі існує українська церква.